# Cycadopsida
Las cícadas (taxones Cycadidae, Cycadopsida y división Cycadophyta) con su único orden Cycadales, son un grupo de plantas que ha retenido caracteres claramente primitivos, como el esperma móvil. Su origen se remonta probablemente al Carbonífero, aunque los restos indiscutiblemente más antiguos datan del Pérmico, hace unos 280 millones de años, y llegaron a un pico de abundancia y diversidad en la era Mesozoica. Sirvieron como alimento a dinosaurios no avianos herbívoros. Hoy en día las cícadas se encuentran principalmente en relictos en el Hemisferio Sur, y muchas de sus especies están en peligro o en vía de extinción, consisten en unas 185 especies y 9 géneros. Según la Lista Roja de 2021, el 64 % de las cícadas están en peligro de extinción. Las cícadas hoy se encuentran en el sudeste de Estados Unidos, México, América Central, algunas islas del Caribe, Sudamérica, el este y sudeste de Asia, Australia, y en partes de África. Son una de las cuatro divisiones de plantas con semilla desnuda que encajan en el tradicional concepto de gimnospermas.

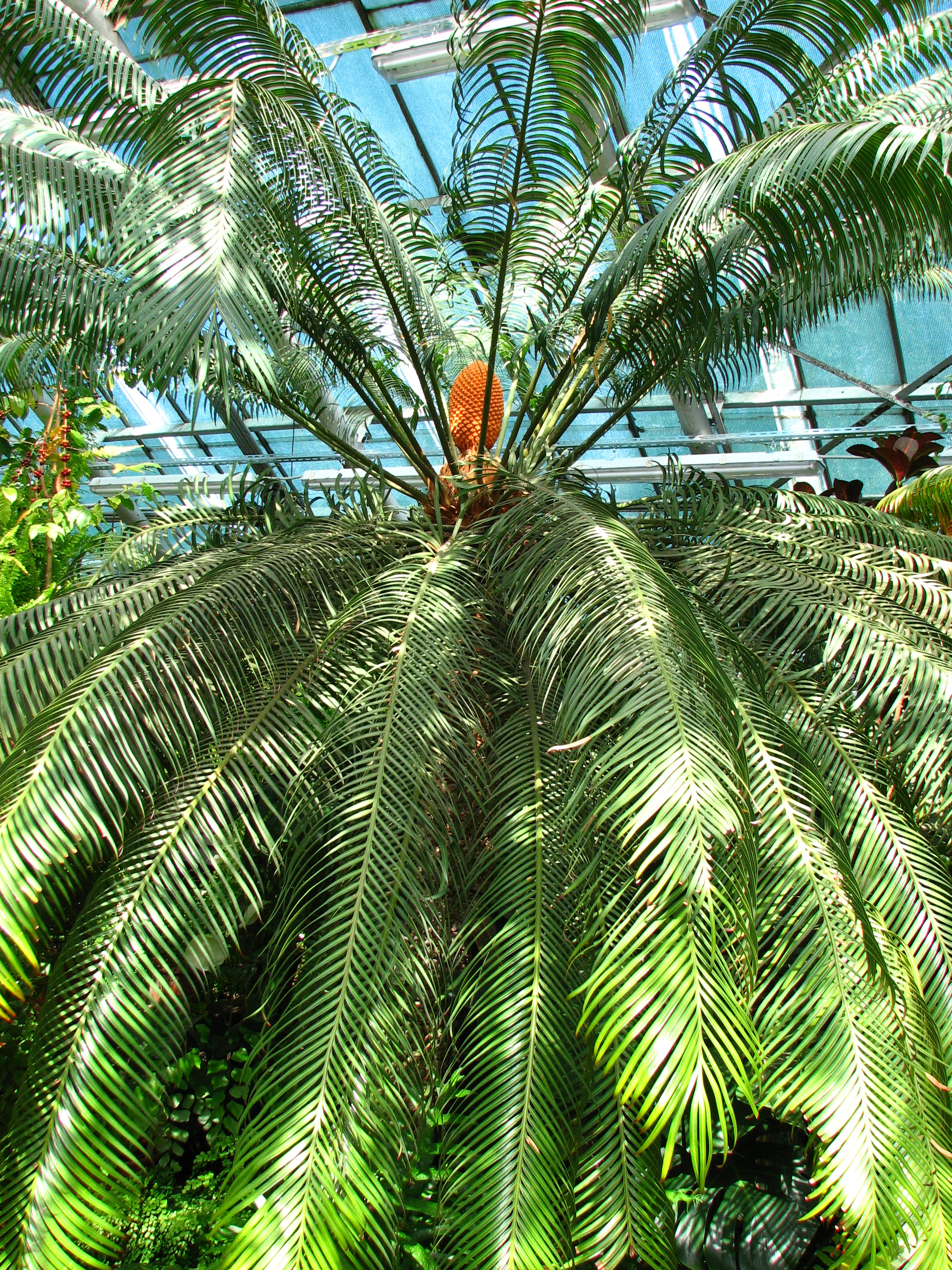
Cycas circinalis

El grupo es monofilético, como se juzga por sus sinapomorfías en caracteres estructurales, como sus trazas foliares en forma de fajas, su característico patrón de haces vasculares en el pecíolo (como una omega), la presencia de canales de mucílago, meristemas distintivos, así como compuestos venenosos específicos: las cicasinas. Estos y otros compuestos venenosos han sido importantes en la evolución de las cícadas como defensa contra bacterias y hongos. Las toxinas de las cícadas han causado en ocasiones parálisis parcial o total en las patas traseras del ganado.
Otra sinapomorfía de las cícadas son las raíces coraloides, llamadas así por su similitud con un coral marino. Estas raíces albergan cianobacterias que fijan nitrógeno, como las bacterias de las legumbres. Las cianobacterias convierten el nitrógeno gaseoso (que las cícadas no pueden utilizar) en una forma de nitrógeno que las cícadas pueden usar, permitiendo su crecimiento en suelos pobres en nutrientes que las cícadas pueden así ocupar.
Las cícadas muchas veces se asemejan a palmeras, con su tallo erecto sin ramificar de hasta 18-20 m de alto (como en el género mal llamado Microcycas), y hojas pinnadamente compuestas, grandes y apelotonadas en espiral en el ápice del tallo, o bien como helechos, con tallo subterráneo y hojas pinnadamente compuestas (solo el género Bowenia de Australia tiene hojas pinnadas). Muchas cícadas llevan catáfilos, que son hojas como escamas que se presentan entre las hojas normales y muchas veces ofrecen una función protectora. El tronco de las cícadas usualmente no exhibe ramas laterales (axilares), por lo que la pérdida de la ramificación axilar en el tronco aéreo puede ser una apomorfía de las cícadas. De forma interesante, las hojas de las cícadas tienen vernación circinada, como en los helechos, quizás resto de un carácter primitivo que se perdió en otras espermatofitas. Las cícadas son de crecimiento lento, algunas tan poco como 1 m en 500 años.
Las estructuras reproductivas de las cícadas ocurren en estróbilos que consisten en un eje y megaesporofilos (hojas que llevan óvulos) o microesporofilos (hojas que llevan el polen). Estas estructuras simples contrastan con los complejos conos de semillas de las coníferas. Todas las cícadas tienen estróbilos de polen, y todas excepto Cycas poseen estróbilos de óvulos. Si bien las cícadas producen polen abundante y pulverulento que sugiere una polinización por viento, los insectos son los vectores principales del polen. Escarabajos (y en menor grado abejas) son o bien vectores del polen o lo mueven hasta el óvulo una vez que el viento lo ha llevado al estróbilo de óvulos desde otra planta. La polinización y la fertilización pueden sin embargo estar separadas hasta 7 meses.
Las semillas de las cícadas muchas veces tienen una cubierta externa brillantemente coloreada (rosa, anaranjada o roja) y son comúnmente dispersadas por pájaros, murciélagos, comadrejas, tortugas y muchos otros animales. Los megaesporofilos brillantemente coloreados de algunas cícadas también atraen a los agentes de dispersión. Las corrientes oceánicas transportan a las cícadas de semillas flotantes debido a una cubierta externa esponjosa, mientras que la gravedad dispersa las semillas de las demás.
Todas las cícadas son dioicas (con pies masculinos o femeninos) y pueden ser gobernadas por cromosomas sexuales. El número de cromosomas varía considerablemente entre géneros de cícadas (pero no dentro de ellos) y es taxonómicamente útil.
El clado de las cícadas consiste en 2 familias, 10 u 11 géneros, y unas 300 especies. Cycadaceae solo comprende a Cycas, mientras que en Zamiaceae se encuentra el resto de los géneros, incluyendo a Stangeria, que a veces se lo encontraba en su propia familia Stangeriaceae. Las cicadáceas se distinguen por no formar un cono femenino. En las especies de Cycas, las semillas son producidas por el margen inferior de numerosos esporofilos femeninos (también llamados megasporofilos) que se congregan en el ápice del tronco en densas masas. Las especies de Cycas sí tienen conos masculinos, que se encuentran en todas las cícadas. La familia Zamiaceae difiere de Cycadaceae en tener tanto conos masculinos como femeninos, también llamados estróbilos.

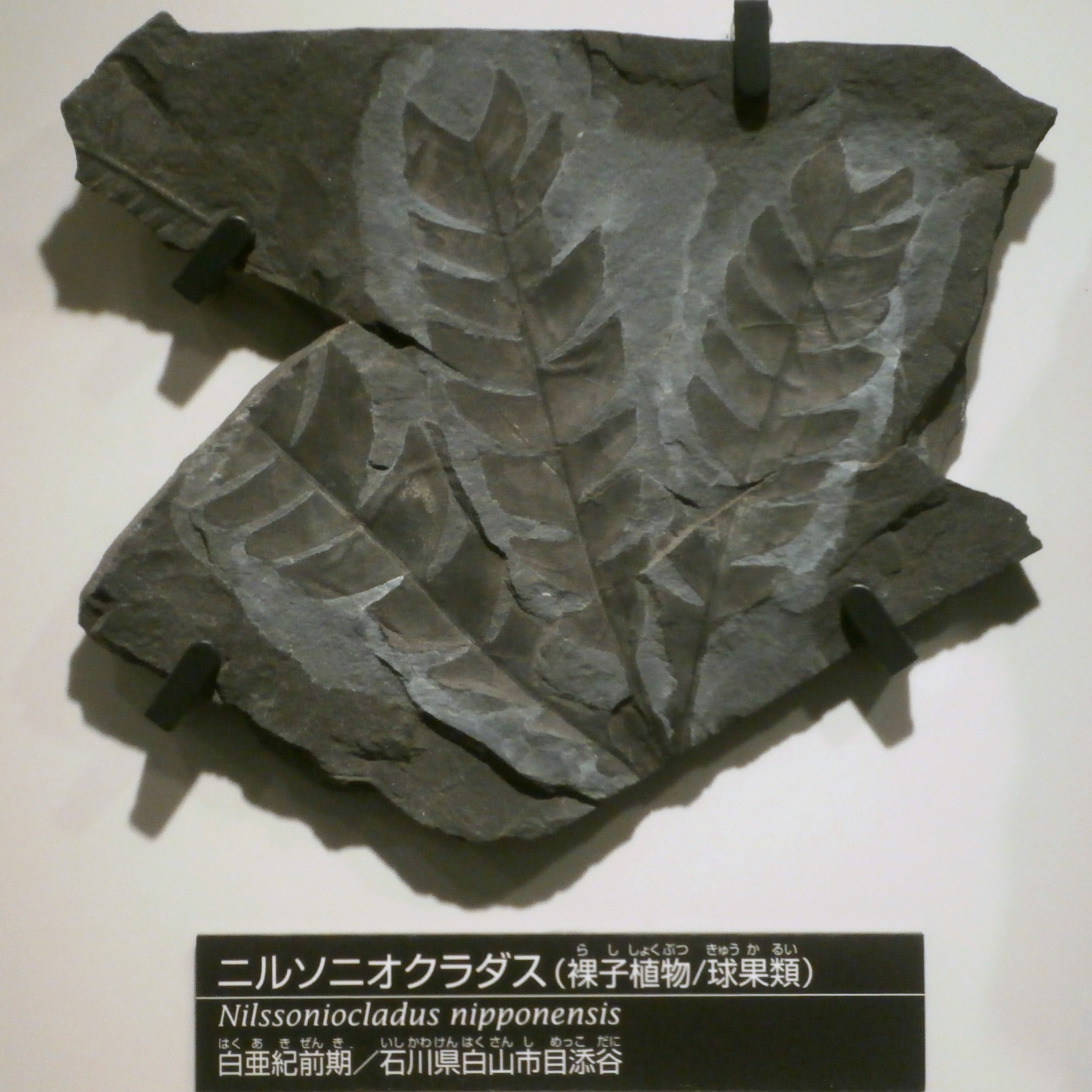
Nilssoniocladus, cícada extinta del Cretácico.

## Taxonomía
Las cícadas a veces forman una división (Cycadophyta), con una sola clase (Cycadopsida), hoy se prefiere ubicarlas en la división Spermatophyta en la clase Gymnospermae, en la subclase Cycadidae con un solo orden (Cycadales).

### Clasificación según Christenhuszet al. (2011)
La clasificación, según Christenhusz et al. 2011, que también provee una secuencia lineal de gimnospermas hasta género:
Subclase Cycadidae Pax en K.A.E. Prantl, Lehrb. Bot. ed. 9: 203 (1894). Tipo: Cycadaceae. Sinónimo: Zamiidae Doweld, Tent. Syst. Pl. Vasc.: xv (2001). Tipo: Zamiaceae.
- Orden Cycadales Pers. ex Bercht. & J. Presl, Přir. Rostlin: 262 (1820). Tipo: Cycadaceae. Sinónimos: Zamiales Burnett, Outl. Bot.: 490 (1835). Tipo: Zamiaceae. Stangeriales Doweld, Tent. Syst. Pl. Vasc.: xv (2001). Tipo: Stangeriaceae.

- Familia Cycadaceae Pers., Syn. Pl. 2: 630 (1807), nom. cons. Tipo: Cycas L.

1 género, cerca de 107 especies, Este de África a Japón y Australia.
- Cycas L., Sp. Pl. 2: 1188 (1753). Tipo: C. circinalis L. Sinónimos: Todda-Pana Adans., Fam. 2: 25. (1763), nom. illeg. por typificación. Tipo: Cycas circinalis L. Dyerocycas Nakai, Chosakuronbun Mokuroku [Ord. Fam. Trib. Nov.] 208 (1943). Tipo: D. micholitzii (Dyer) Nakai (Cycas micholitzii Dyer). Epicycas de Laub. en D.J. de Laubenfels & F.A.C.B. Adema, Blumea 43: 388 (1998), nom. illeg. Tipo: E. micholitzii (Dyer) de Laub. (≡ Cycas micholitzii Dyer).

- Familia Zamiaceae Horan., Prim. Lin. Syst. Nat.: 45 (1834). Tipo: Zamia L.

9 géneros, cerca de 206 especies, África tropical y subtropical, Australia y América. El árbol filogenético seguido aquí es el de Zgurski et al. (2008). Sinónimos: Encephalartaceae Schimp. & Schenk en K.A. Zittel, Handb. Palaeontol., Palaeophyt. 2: 215 (1880). Tipo: Encephalartos Lehm. Stangeriaceae Schimp. & Schenk en K.A. Zittel, Handb. Palaeontol., Palaeophyt.: 216 (1880). Tipo: Stangeria T. Moore. Boweniaceae D.W. Stev., Amer. J. Bot. 68: 1114 (1981). Tipo: Bowenia Hook.f. Dioaceae Doweld, Tent. Syst. Pl. Vasc.: xv. (2001). Tipo: Dioon Lindl. Microcycadaceae Tarbaeva, Anat.-Morf. Str. Sem. Cycad.: 19 (1991). Tipo: Microcycas (Miq.) A.DC.
- Dioon Lindl., Edwards's Bot. Reg. 29 (Misc.): 59 (1843), como ' Dion ', nom. et orth. cons. Tipo: D. edule Lindl. Sinónimos: Platyzamia Zucc., Abh. Math. -Phys. Cl. Königl. Bayer. Akad. Wiss. 4(2): 23 (1845). Tipo: P. rigida Zucc.
- Bowenia Hook. F., Bot. Mag. 89: adt. 5398 (1863). Tipo: B. spectabilis Hook.f.
- Macrozamia Miq., Monogr. Cycad. 35 (1842). Tipo: M. spiralis (Salisb.) Miq. (≡ Zamia spiralis Salisb.)
- Lepidozamia Regel, Bull. Soc. Imp. Naturalistes Moscou 30: 182 (1857). Tipo: L. peroffskyana Regel. Sinónimo: Catakidozamia W. Hill, Gard. Chron. 1865: 1107 (1865). Tipo: C. hopei W. Hill
- Encephalartos Lehm., Nov. Stirp Pug. 6: 3 (1834). Tipo: E. caffer (Thunb.) Lehm. (≡ Cycas caffra Thunb.)
- Stangeria T. Moore, Hooker's J. Bot. Kew Gard. Misc. 5: 228 (1853). Tipo: S. paradoxa T.Moore
- Ceratozamia Brongn., Ann. Sci. Nat. Bot., ser. 3, 5: 7 (1846). Tipo: C. mexicana Brongn.
- Microcycas (Miq.) A.DC., Prodr. 16: 538 (1868). Tipo: M. calocoma (Miq.) A.DC. (≡ Zamia calocoma Miq.)
- Zamia L., Sp. Pl., ed. 2, 2: 1659 (1763), nom. cons. Tipo: Z. pumila L. Sinónimos: Palma-Filix Adans., Fam. 2: 21, 587 (1763), nom. rej. Aulacophyllum Regel, Gartenflora 25: 140 (1876). Tipo: A. skinneri (Warsz.) Regel (≡ Zamia skinneri Warsz.) Palmifolium Kuntze, Rev. Gen. 2: 803 (1891), nom. illeg. (≡ Palma-Filix Adans., nom. rej. ≡ Zamia L., nom. cons.) Chigua D.W. Stev., Mem. New York Bot. Gard. 57: 170 (1990). Tipo: C. restrepoi D.W. Stev. (≡ Zamia restrepoi (D.W. Stev.) A.J. Lindstr.), ver Lindstrom (2009).

## Importancia económica

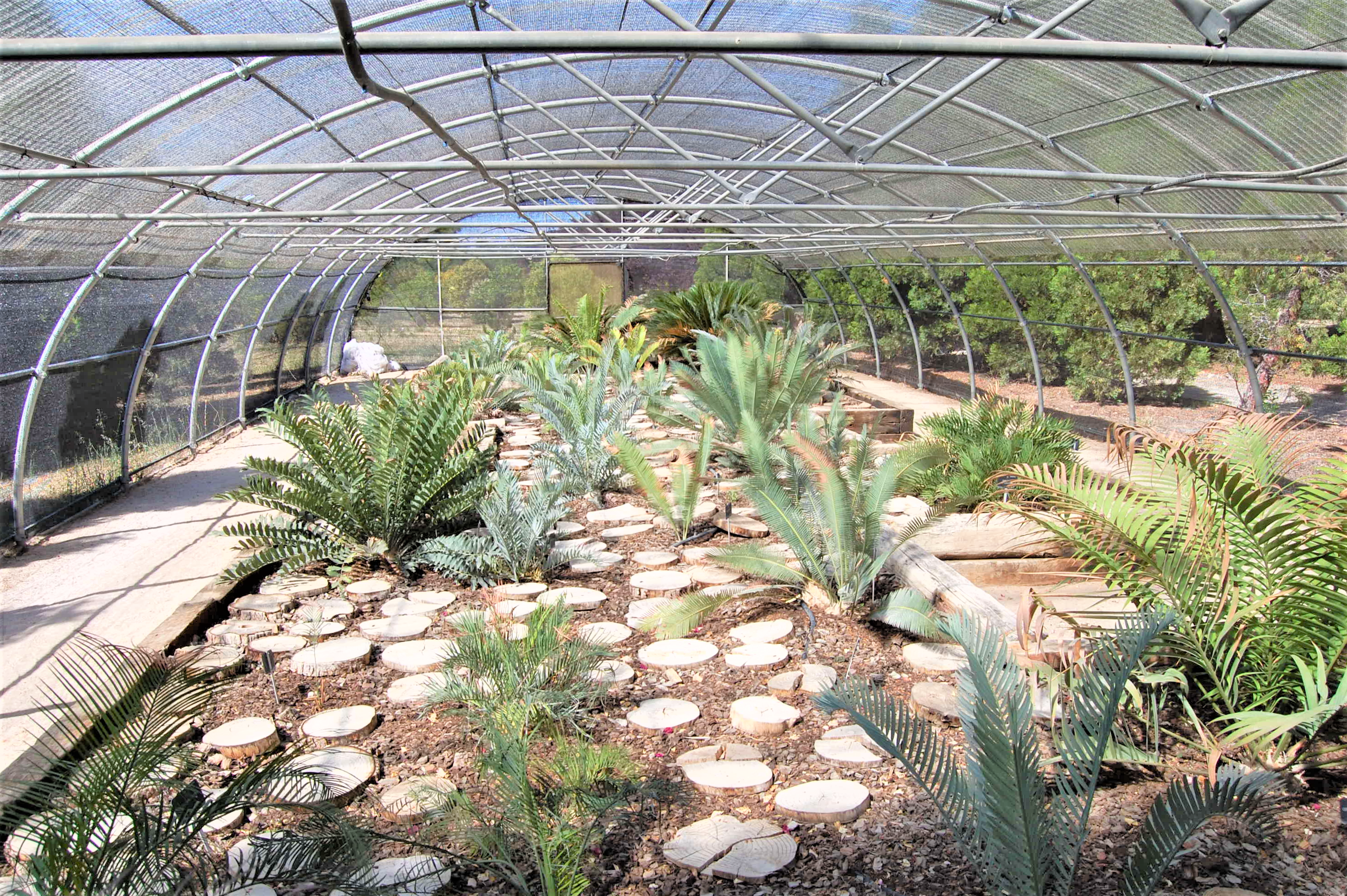
Invernadero de cycadales en el Real Jardín Botánico Juan Carlos I.

Algunas Cycadophyta son venenosas, Dioon edule ocasionalmente puede llegar a matar a un herbívoro grande como una vaca.[cita requerida]
Algunas especies son cultivadas como comestibles, el tallo y las semillas de Cycas producen almidón (sagú o sago). Sin embargo de las semillas deben eliminarse las sustancias tóxicas (glicósidos). Del tallo se explota la médula, de la que se obtiene el sago típicamente colectado del ápice del tronco justo antes de una corona de hojas o de las estructuras reproductivas.

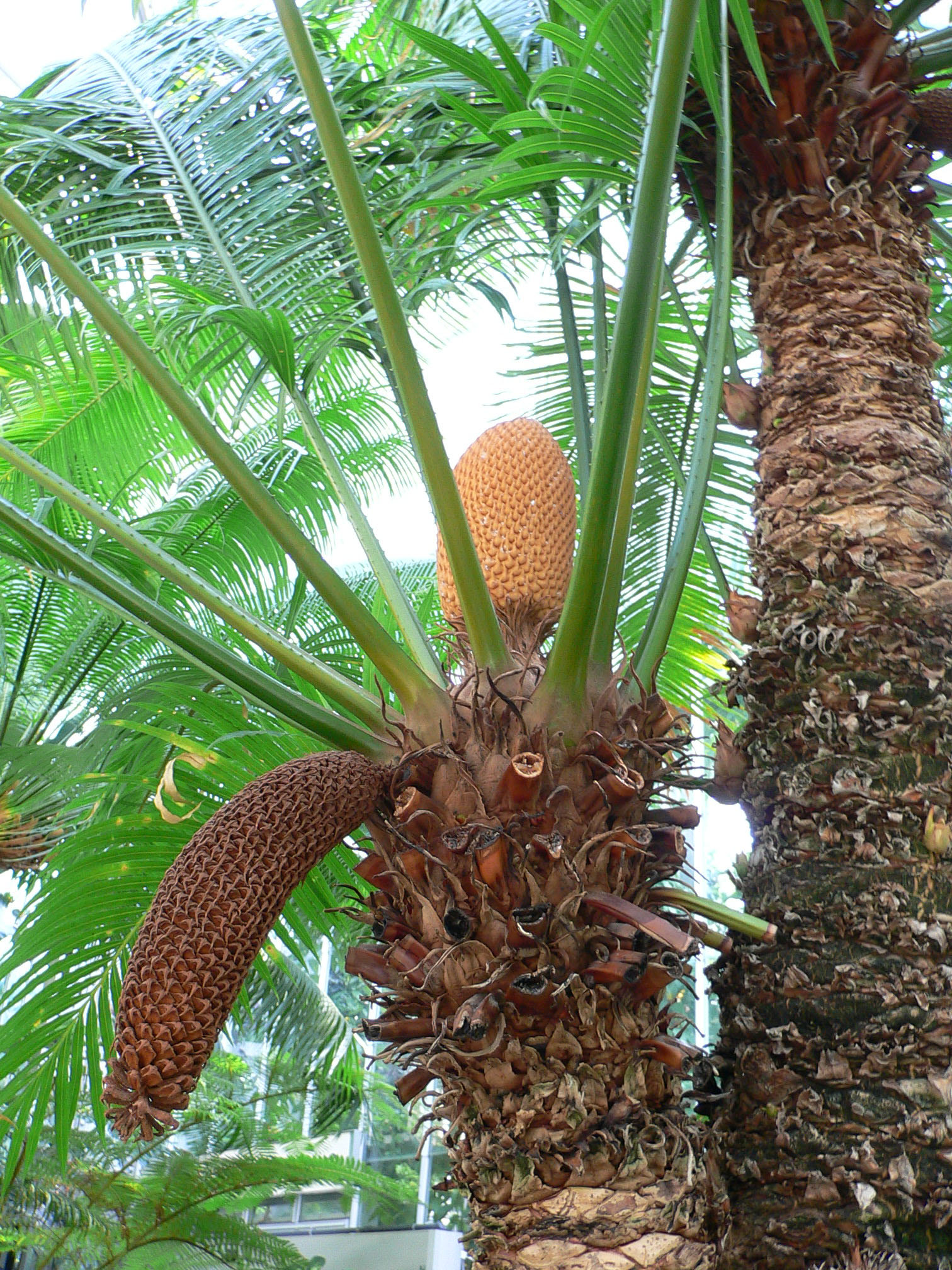
Conos masculinos viejo y del año en un pie de Cycas circinalis.

Algunas especies, especialmente Cycas revoluta, son cultivadas en horticultura.